# Tørst (planteart)
 For alternative betydninger, se Tørst. (Se også artikler, som begynder med Tørst)
Tørst (Frangula alnus) er en op til 7 meter høj busk, der vokser på fugtig bund i skove og moser. Tørst er en god biplante. Den er velegnet til udplantning i skovbryn og vildtplantninger.

## Beskrivelse
Tørst er en løvfældende busk med krukkeagtig vækstform og udspærrede, let opstigende grene. Barken er først grå og fint håret med lyse barkporer på langs. Senere bliver den brun med mere tydelige porer. Gamle grene kan få opsprækkende, grå bark. Knopperne er spredte, udspærrede, nøgne og uregelmæssige med lysebrun farve. Bladene er ovale med hel rand. Oversiden er skinnende blank og friskt grøn, mens undersiden er mere mat og lysegrøn. Høstfarven er klart gul.
Blomsterne, der kommer frem fra begyndelsen af juni, sidder samlet i kvaste ved bladhjørnerne. De er gulligthvide og bittesmå. Frugterne er bær som skifter farve fra grønt over rødt til sort. Blomster og bær i alle grader af modenhed ses samtidig. Frøene spirer villigt.
Rodnettet er kun lidt forgrenet, men der når langt ud og dybt ned. Alle dele af planten har en speciel, ram lugt, og de er giftige og fremkalder kraftige opkastninger. Bierne trækker gerne efter Tørst, som yder god nektar.
Højde x bredde og årlig tilvækst: 6 x 3 m (30 x 20 cm/år).

## Voksested
Tørst optræder som underskov på fugtig, sur bund. Desuden danner den krat ved bredden af damme, søer og vandløb sammen med f.eks. rødel (Alnus glutinosa), dunbirk (Betula pubescens), mosepors (Myrica gale) og gråpil (Salix cineria).
I Danmark er den almindelig i hele landet på fugtig, mager bund i skove, krat og moser.

## Anvendelse
Tørst er velegnet til den indre del af skovbryn og vildtplantninger. Den tåler vind og skygge og er nøjsom. Den kan gro på alle jordtyper, men lykkes især på fugtig og sur jordbund. Den tørrede bark af Tørst har tidligere været brugt som opkastningsmiddel under navnet Frangula Cortex, men pr. 22.9.2008 er det sidste middel, der indeholdt tørret bark af Tørst, trukket tilbage.
Tørst er en udpræget biplante, der leverer bierne både nektar og pollen i god kvalitet.
Tørst er også værtsplante for citronsommerfuglen.

## Sorter
- Frangula alnus 'Aspleniifolia' – med bregneagtigt fligede blade.
- Frangula alnus 'Columnaris' – søjleformet, men ellers som arten.
- Frangula alnus 'Tall Hedge' – et andet navn for ovennævnte, søjleformede sort.

## Galleri
|  |  |
|  |  |

| Portal | Portal:Botanik |